# 北薩地域振興局
| 北薩地域振興局管内のデータ |                                                |
| 面積                       | 1567.5 km2 （全県比：17.1%） （2010年10月1日） |
| 国勢調査                   | 213,578 人 （全県比：12.5%） （2010年10月1日） |
| 推計人口                   | 183,893 人 （全県比：12%） （2025年2月1日）    |

| 鹿児島地域 南薩地域 北薩地域 | 姶良・伊佐地域 大隅地域 熊毛地域 |

鹿児島県 地域区分図 (※屋久島以北)
鹿児島地域
南薩地域
北薩地域
姶良・伊佐地域
大隅地域
熊毛地域
（濃色が市部、淡色が郡部）

北薩地域振興局（ほくさつちいきしんこうきょく）は、鹿児島県薩摩川内市にある県の出先機関（支庁）である。2007年4月1日の出先機関改編により設置された。
管轄地域は、薩摩川内市、出水市、阿久根市の3市と、さつま町、長島町の2町。
なお甑島庁舎は、本庁舎と同じ薩摩川内市内ではあるものの、甑島列島(旧上甑村)に所在している。また、農林水産部のさつま町駐在は、宮之城にあるさつま庁舎の別館に執務室がある。

## 所在地
- 北薩地域振興局本庁舎 - 〒895-8501薩摩川内市神田町1番22号
  - 総務企画部・農林水産部・建設部
- 北薩地域振興局第二庁舎 - 〒895-0041薩摩川内市隈之城町228-1
  - 保健福祉環境部
  - 北薩教育事務所
- 北薩地域振興局甑島庁舎 - 〒896-1201薩摩川内市上甑町中甑485-3
  - 農林水産部林務水産課薩摩川内市上甑駐在・建設部甑島支所
- 北薩地域振興局出水庁舎 - 〒899-0202出水市昭和町18-18
  - 保健福祉環境部出水支所・農林水産部農政普及課出水市駐在、林務水産課出水市駐在
- 北薩地域振興局さつま庁舎 - 〒895-1811さつま町虎居704-2
  - 農林水産部農政普及課さつま町駐在、林務水産課さつま町駐在

## 組織
- 局長
  - 総務企画部
    - 総務企画課
    - 県税課

  - 保健福祉環境部（川薩保健所）
    - 健康企画課
    - 衛生・環境課
    - 地域保健福祉課
    - 出水支所（出水保健所）

  - 農林水産部
    - 農林水産総務課
    - 農政普及課
      - 出水市駐在
      - さつま町駐在

    - 農村整備課
    - 林務水産課
      - 出水市駐在
      - さつま町駐在
      - 甑島支所

  - 建設部
    - 建設総務課
    - 土木建築課
      - 出水市駐在

    - 河川港湾課
    - 甑島支所
- 県教育庁関係
  - 北薩教育事務所
    - 総務課
    - 指導課